# Ekonomika založená na zdrojích
Ekonomika založená na zdrojích (angl. resource-based economy) je ekonomika státu, jejíž hrubý domácí nebo hrubý národní produkt je z převážné většiny založen na přírodních zdrojích.
Například ekonomika Surinamu je závislá na těžbě bauxitu, Libye nebo Írán na dobývání ropy a zemního plynu.

## Alternativní definice
Alternativně se tento pojem, popřípadě jeho upravený název Ekonomika založená na přírodních zákonech / zdrojích, používá pro teoretickou ekonomiku z éry „po období nedostatku“ (post scarcity), ve které neplatí soudobé ekonomické systémy a dogmata jako neviditelná ruka trhu nebo nutnost či pobídka po maximalizaci zisku a ve kterém mají být základní statky a potřeby jako například bydlení, energie, jídlo, služby, atd. společným vlastnictvím všech lidí. Například Hnutí Zeitgeist, Projekt Venus nebo hnutí Technocracy používají tuto definici coby společenskoekonomický systém po změně paradigmatu z předchozího (současného) systému – ekonomice založené na penězích a úrocích, respektive dluzích.